# 阿默灵豪森
阿默灵豪森是德国下萨克森州的一个市镇。总面积27.26平方公里，总人口3827人，其中男性1836人，女性1991人（2011年12月31日），人口密度140人/平方公里。